# Freden i Gulistan

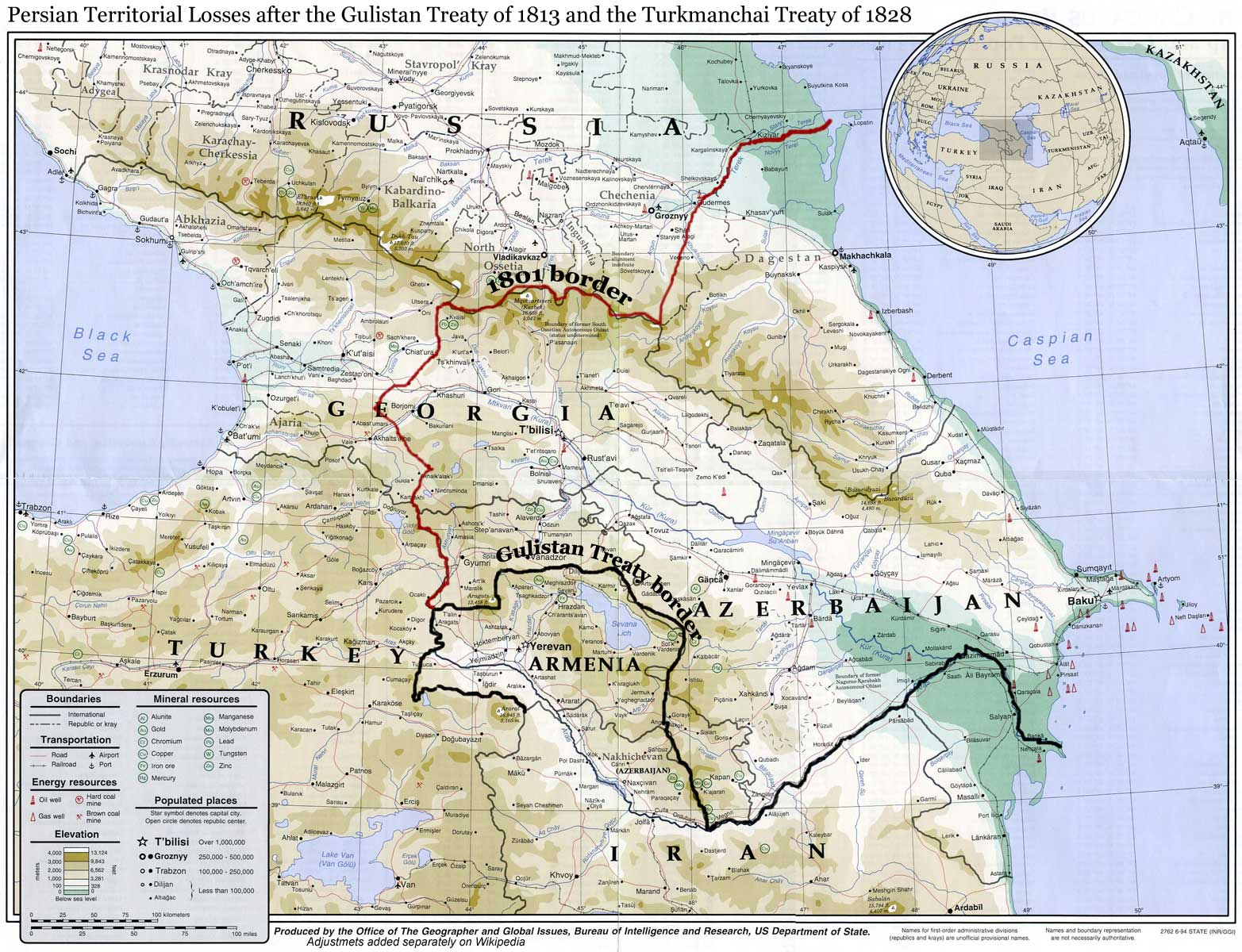
Persiens gräns mot Ryssland före och efter freden 1813.

Freden i Gulistan (persiska: عهدنامه گلستان; ryska: Гюлистанский мирный договор) var ett fredsfördrag som underskrevs i Gulistan den 24 oktober 1813 efter den ryska segern i det rysk-persiska kriget 1804-1813. Freden var ett svårt slag för Persien som förlorade merparten av sina territorier i Kaukasus. Fördraget signerades av Nikolaj Fjodorovitj Rtitjev för Ryska imperiet och Mirza Abolhassan Khan Ilchi för Persien.

## Bakgrund
Åren kring sekelskiftet 1800 hade både Ryska imperiet och Qajardynastins Persien genomgått tronföljd. De nya härskarna, kejsar Alexander I av Ryssland och shah Fath Ali av Persien, följde sina företrädares politik i Kaukasus och hamnade därför i direkt konflikt med varandra genom överlappande anspråk. I december 1800 hade Ryssland annekterat det georgiska kungadömet Kartli-Kakheti och börjat infoga de kaukasiska khanaten i sin inflytandesfär. Den ryska invasionen av Ganjakhanatet 1804 ledde till öppet krig och trots sin djupa inblandning i de pågående Napoleonkrigen, bland annat i Västeuropa och Osmanska riket, lyckades de teknologiskt överlägsna ryska arméerna avsluta kriget till rysk fördel.

## Villkor
- Persien avträdde samtliga territorier norr om floden Aras till Ryssland.
- Persien erkände rysk överhöghet i och avsade sina anspråk på dessa territorier, däribland:

1. Alla städer och byar i Dagestan.
2. Alla städer och byar i Georgien och vid Svarta havskusten (i Megrelien, Abchazien, Gurien och Imeretien).
3. Khanatet Baku, Ganjakhanatet, Khanatet Shirvan, Khanatet Derbent, Khanatet Quba, Karabachkhanatet, Shakikhanatet och Talyshkhanatet.

- Persiska fartyg förlorade rätten till sjöfart på Kaspiska havet och Ryssland fick ensamrätt att stationera krigsfartyg där.[2]
- Frihandel skulle råda mellan länderna och ryska köpmän fick rätt att bedriva handel varsomhelst i Persien.
- Ryssland förband sig att stödja Abbas Mirzas anspråk på den persiska tronen vid Fath Ali Shahs död.

## Resultat
Många av de territorier som Ryssland erövrade var inte direktstyrda av Persien utan autonoma vasallstater som också Osmanska riket hade anspråk på. Detta gällde särskilt områdena angränsande Svarta havet där Persien aldrig hade en egen kust. Fördraget underminerade därmed överlappande turkiska anspråk på dessa småriken. Dessutom la fördraget grunden till ryskt inflytande över den persiska tronföljden som enligt artikel 4 fastslog ryskt stöd till den blivande kronprinsen Abbas Mirza mot eventuella tronpretendenter.